# Cerkiew św. Marii Magdaleny w Białymstoku
Cerkiew pod wezwaniem św. Marii Magdaleny – prawosławna cerkiew akademicka w Białymstoku. Należy do parafii katedralnej św. Mikołaja w Białymstoku, w dekanacie Białystok diecezji białostocko-gdańskiej Polskiego Autokefalicznego Kościoła Prawosławnego. Była również użytkowana przez białostocką parafię wojskową Świętych Piotra i Pawła.
Jedna z najstarszych zachowanych do dziś budowli sakralnych Białegostoku.

## Położenie
Na skutek gwałtownej rozbudowy Białegostoku w wiekach XIX i XX, cerkiew aktualnie leży w centrum miasta na terenie parku Centralnego, u zbiegu ulic Krakowskiej, Grunwaldzkiej i Konstantego Kalinowskiego, w obrębie osiedla Centrum. Otaczający ją cmentarz już nie istnieje, a pamiątkami po nim jest kilka kamieni nagrobnych ustawionych po wewnętrznej stronie ogrodzenia okalającego budowlę. W jej pobliżu powstał budynek Opery i Filharmonii Podlaskiej.

## Historia

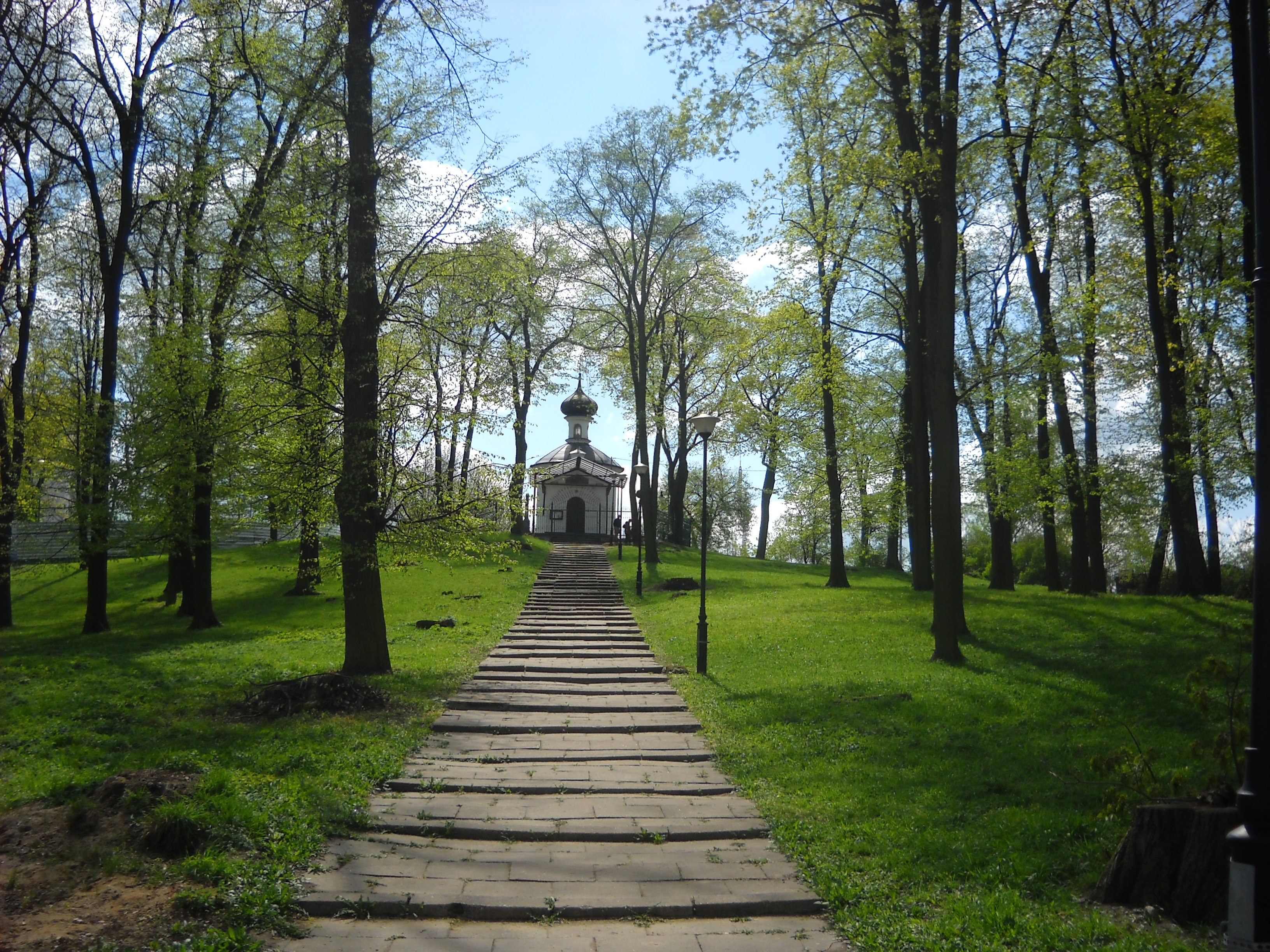
Stok wzgórza Św. Marii Magdaleny od strony północnej (od ul. K. Kalinowskiego)

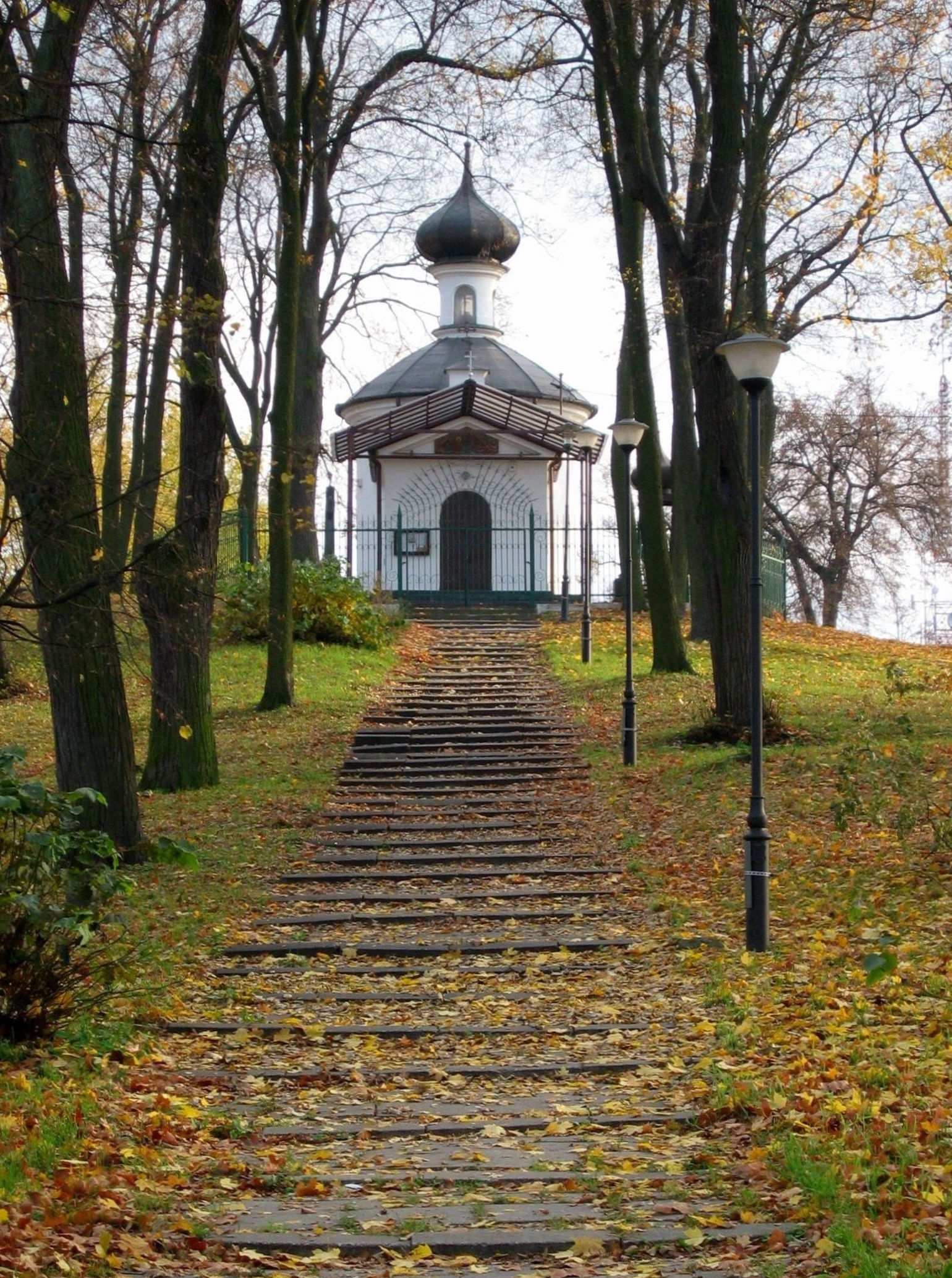
Fasada frontowa kaplicy pw. św. Marii Magdaleny

Świątynia ufundowana została przez Jana Klemensa Branickiego w 1758 jako katolicka kaplica przydrożna pod wezwaniem św. Marii Magdaleny. Wyświęcona została przez księdza Ignacego Massalskiego, późniejszego biskupa wileńskiego. Kaplica należała do altarii św. Rocha, którą hetman Branicki ufundował w 1750. Świątynia została wzniesiona w stylu barokowym w formie rotundy na wysokim wzgórzu, które w XVIII w. położone było poza obrębem miasta.
W związku z przepełnieniem istniejących cmentarzy, prawdopodobnie w 1807 przy kaplicy powstał nowy cmentarz katolicki, wówczas nazywany parafialnym. Według przypuszczeń księdza Tadeusza Krahela w 1814 wydzielono na cmentarzu część unicką i prawosławną.
Trudna do ustalenia jest data przejęcia kaplicy przez Kościół Prawosławny. Białostocki historyk Piotr Chomik uważa, że z pewnością nie był to rok 1865 jak pisał ksiądz Jan Kurczewski. Już w 1860 bowiem z inicjatywy prawosławnej (pierwotnie greckokatolickiej aż do skasowania unii brzeskiej przez władze rosyjskie w 1839) parafii św. Mikołaja przeprowadzany był remont i rozbudowa kaplicy. Kaplica została wyświęcona dla użytku Kościoła Prawosławnego 25 lipca 1861 przez ówczesnego proboszcza cerkwi św. Mikołaja Jana Sitkiewicza. Do następnej przebudowy doszło w 1865, a w 1891 świątynię ogrodzono.
W latach 1970–1973 w pobliżu kaplicy władze miejskie realizowały szeroko zakrojony projekt rewitalizacyjny, wpisujący się w program przygotowań do Dożynek Centralnych (1973 r.). Polegał on na wkopaniu we wschodnie zbocze wzgórza amfiteatru o pokaźnych rozmiarach. Budowa obiektu i towarzyszącej mu infrastruktury doprowadziła do zniszczenia wielu grobów. Argumentem przemawiającym, zdaniem władz, za takim rozwiązaniem, była skrajna dewastacja i zapomnienie nekropolii. W 1970 r. ze zrujnowanego grobowca anonimowego rosyjskiego oficera artylerii wydobyto lufy czterech armat, które zostały przekazane Muzeum Wojska w Białymstoku. Eksponowane są one obecnie w jednostce Podlaskiego Oddziału Straży Granicznej przy ulicy gen. Józefa Bema 100.
W latach 1957–1958 toczył się proces przed Sądem Powiatowym w Białymstoku pomiędzy Kościołem Prawosławnym a Rzymskokatolickim o prawo własności do cmentarza i kaplicy. Wyrok przyznawał 2/3 cmentarza oraz świątynię katolikom. Obie strony złożyły odwołanie, jednak do sprawy nie doszło ze względu na przejęcie przez miasto spornej nieruchomości z zamiarem urządzenia na niej parku miejskiego. W 1964 Prezydium Wojewódzkiej Rady Narodowej wydało ostateczną decyzję, w której poinformowano Kościół Prawosławny, że może on wydzierżawić od miasta kaplicę i teren wokół niej. Sprawę uregulowano prawnie dopiero w 1991, przekazując część wzgórza (409 m²) Polskiemu Autokefalicznemu Kościołowi Prawosławnemu (decyzję zatwierdzono w 2006).
Teren cmentarza na wzgórzu św. Marii Magdaleny był od 2002 r. obiektem badań archeologicznych, które szczególnie nabrały na intensywności w 2006 r. w związku z likwidacją starego amfiteatru i budową gmachu Opery i Filharmonii Podlaskiej.
W 1995 powstała wojskowa parafia Świętych Piotra i Pawła, dla której cerkiew św. Marii Magdaleny stała się świątynią parafialną (funkcję tę pełniła do października 2020 r.).
Od 2021 r. cerkiew służy Prawosławnemu Duszpasterstwu Akademickiemu przy Katedrze Teologii Prawosławnej Uniwersytetu w Białymstoku. Kustoszem świątyni jest ks. dr Włodzimierz Misijuk.
Cerkiew wpisano do rejestru zabytków 20 października 1966 pod nr A-199.